# Cantonul Basel-Oraș
Cantonul Basel-Oraș (germ.Kanton Basel-Stadt; (franz. Bâle-Ville, ital. Basilea-Città, retorom. Basilea-Citad) este un semicanton, unde se vorbește germana, care este situat în partea de nord-vest a Elveției. Cantonul este ca suprafață cel mai mic, dar cu densitatea populației cea mai mare din Elveția.